# 群马县立医疗短期大学
群马县立医疗短期大学（日语：／ Gunma Kenritsu Iryō Tanki Daigaku *），简称GCHS，是过去一所位于日本群马县前桥市的公立短期大学。

## 概要

### 简介
- 学校最早可以追溯到1952年[1]。短期大学为于1993年开办[1]、由群马县经营。招生到于2004年[1]、停办于2008年[2]。为男女同校。

### 历史
- 1993年 群马县立医疗短期大学成立并同时设置两个学科、以下列举[1]。
  - 护理学科
  - 诊疗放射线学科
- 1996年 地区护理学专攻成立于专科[1]。
- 2004年 招生最后、次年停止招生（正式停办于2008年3月31日[2]）[1]。

## 学校环境
- 校区：在了群马县前桥市[注 1]

## 历任校长
- 田所作太郎：第一代短期大学校长[3]。

## 组织

### 学科
- 护理学科
- 诊疗放射线学科

### 专科
| - 地区护理学专攻 |

### 业余课程
| - 没有 |

## 相关链接
- 日本短期大学列表